# Каламітська затока
Каламі́тська зато́ка (крим. Kalamita körfezi) — затока Чорного моря, розташована у західного берега Кримського півострова.
Каламітська затока вдається в суходіл на 13 км. Ширина біля входу 41 км. Глибина близько 30 м. Обмежена з півночі мисом Євпаторійським, а з півдня — мисом Лукул.. У північній частині затоки береги низовинні, піщані. На півдні глинясті, високі. На узбережжі знаходяться багато солоних озер, відокремлених від затоки піщаними пересипами: Сасик (Євпаторійське), Сакське, Мойнаки, Чайка, мають лікувальне значення, і Кизил-Яр. У північний берег Каламітської затоки вдається Євпаторійська бухта. У затоку впадають річки Булганак і Альма. На берегах розташовані місто Євпаторія, селище Миколаївка і Заозерне, села Новофедорівка, Берегове, Піщане, Углове.
Затоку було названо на честь Каламіти, не існуючого нині генуезького міста.
У південній частині затоки, неподалік гирла річки Альми, розташований мис Лукул. Частина дослідників поводить назву мису від імені давньоримського полководця Лукулла Понтійського. Проте більшість схиляється до версії, що назва мису походить від кримськотатарського «Улу-Кул», що перекладається як «великий схил чи скат». Територія мису і акваторія навколо нього вважається унікальним об'єктом природного фонду з водними і наземними екосистемами у зоні взаємодії моря і суші та є заповідною. Тут розташовано гідрологічний пам'ятник природи місцевого значення — «Прибережний аквальний комплекс коло мису Лукул» загальною площею 125,6 га.
Біля мису Лукул перебуває велике скіфське городище, нині зване як Усть-Альмінське, що виникло на межі III—II століть до н. е. Справжня назва поселення невідома, існують різноманітні версії — Палакий, Напит, чи Хабеї. На цей час[коли?] близько половини площі городища підмита і завалена морем.